# Lost Universe
Lost Universe (ロスト・ユニバース, Rosuto Yunibāsu) est une série de nouvelles de science-fiction de l'écrivain japonais Hajime Kanzaka, publiée de 1992 à 2000.
Cette série a ensuite été adaptée en anime, qui fut diffusé pendant l'été 1998 sur TV Tokyo, sur le même créneau horaire que l'œuvre précédente de Kanzaka, Slayers, qui se déroulait sur 26 épisodes.

## Anime

### Fiche technique
- Année : 1998
- Réalisation : Takashi Watanabe
- Character design : Naomi Miyata
- Musique : Osamu Tezuka
- Animation : E.G. Films
- Licencié en France par : Déclic Images
- Nombre d'épisodes : 26

### Doublage
- Megumi Hayashibara : Canal Volphied
- Mifuyu Hiiragi : Millienium Feria Nocturne
- Sōichirō Hoshi : Kain Blueriver
- Hikaru Midorikawa : Rail Claymore
- Masami Suzuki : Nina Mercury

### Liste des épisodes
1. La Psychoblade
2. Introduction au Sword Breaker
3. Escorter le témoin
4. Les fascinantes beautés de la plage
5. Boom! Explosion à plasma
6. Explosion ! Apprenties infirmières
7. Échec et mat ! Un tueur du Nightmare
8. Écrasant ! La femme Nina
9. Panique à bord ! Plus de salles de bains
10. Slam Dunk ! Confrontation des vaisseaux d'immigrants
11. Adieu, monami
12. Death Cloud, le vaisseau de guerre ennemi
13. Nigthmare ! Celui qui répandait le mal dans l'univers
14. Scintillant ! Il faut surpasser ses peurs
15. Incroyable ! Attaque au travers du transporteur de matière
16. Détermination ! Millie revient continuer la bataille !
17. Embusqués ! Rail vole un Lost Ship légendaire
18. Retiens ton souffle ! Nous sommes recherchés partout !
19. Mort mentale ! Kain se confronte à celui qui répand les ténèbres !
20. Horreur ! L'attaque à outrance de l'ennemie !
21. Enragée ! Une planète de glace est en feu !
22. Époustouflé ! Kain apprend le terrible secret du Lost Ship
23. Destruction ! Un ennemi démoniaque provoque Kain
24. Irruption ! La chute du magnifique assassin
25. Impétieux ! Kain s'attaque au QG du Nightmare seul !
26. Impressionnant ! Le combat de la Lumière et des Ténèbres !